# Mandarské pohoří

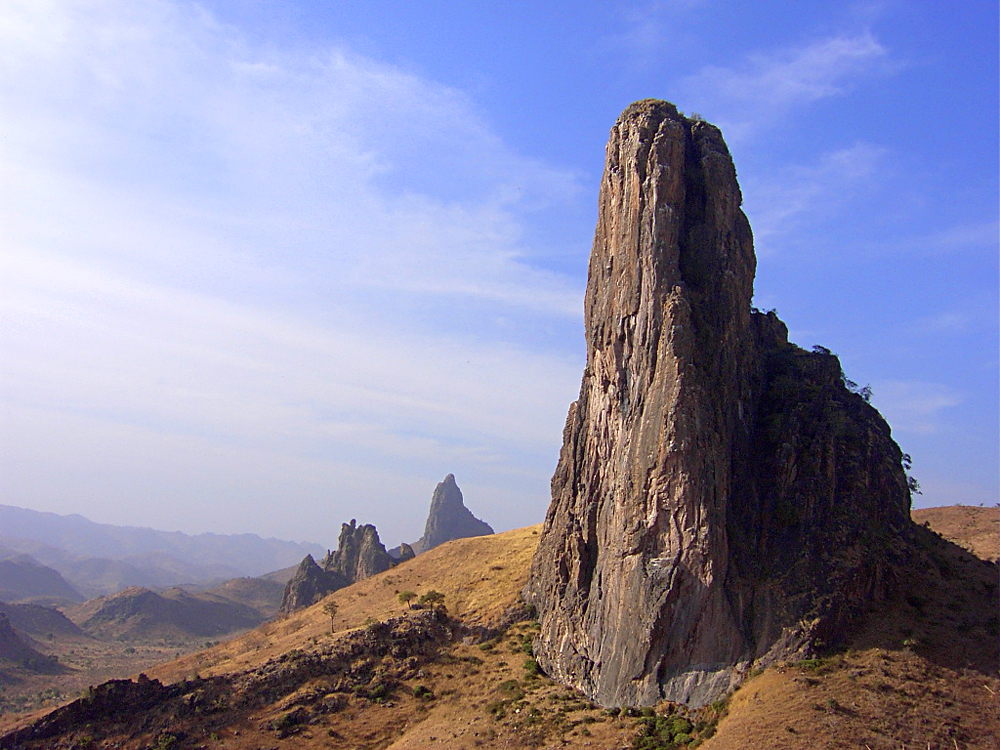
Kapsiki Peak poblíž vsi Rhumsiki je patrně nejfotografovanější částí Mandarského pohoří.

Mandarské pohoří je pohoří rozprostírající se 190 km podél kamerunsko-nigerijské hranice, od řeky Benue na jihu (9°18′ s. š., 12°48′ v. d.) až po oblast ležící severozápadně od kamerunského města Maroua (11° s. š., 13°54′ v. d.). Nejvyšším místem je vrchol Mount Oupay (1494 m) (10°53′ s. š., 13°47′ v. d.).

## Geologie
Mandarské pohoří vzniklo před miliony let, když se tektonická deska začala zdvíhat, lámat a rozpadat. Podnebí bylo podstatně vlhčí, vydatné srážky vedly k vytvoření husté říční sítě sbírající vody vytékající ze zlomů. Vodní toky se postupně zařezávaly hlouběji, což dalo vzniknout členitému terénu.
Vulkanická činnost přispěla ke vzniku pohoří erupcemi láv, které vytvořili sopečné kužely. Sopečné kužely byly postupem času odneseny a na místě zůstaly jen nejodolnější horniny z jejich nitra. Ty mají podobu jehlovitých věžiček – známým příkladem je Kapsiki Peak.

## Obyvatelstvo
Území je hustě zalidněno, obyvatelstvo mluví čadskými jazyky, včetně obyvatelstva z etnických skupin Mofu a Kirdi.
V oblasti Mandarského pohoří proběhl rozsáhlý archeologický výzkum, který zahrnoval i práce v Diy-Gid-Biy. Vykopávky odhalily několik malých opevněných sídlišť z 8. až 16. století, kamenné nádobí a nářadí, železné hroty šípů a oštěpů i keramiku. Místo je zařazeno mezi kandidáty Světového dědictví.